# Chardry
Chardry fue un escritor anglo-normando del siglo XIII.
Es autor de una obra de 1900 versos, titulada le Petit-Plet que describe una discusión entre un anciano y un joven acerca de la felicidad y las vicisitudes de la vida humana. 
También ejerció su talento sobre temas devotos con la Vida de San Josafat (2900 versos), la Vida de los siete Hermanos Durmientes (1800 versos) una leyenda muy extendida durante la Edad Media de siete jóvenes cristianos de Éfeso que, huyendo de las persecuciones del emperador Decio huyen y se esconden en una cueva en la que son emparedados y caen en un sopor del que les sacará el propio Jesús.
Sus obras se conservan en tres manuscritos en Londres, Oxford y la Ciudad del Vaticano.

## Obras
- Chardry Josaphaz, Set dormanz, und Petit plet; Dichtungen in der anglo-normannischen Mundart des XIII. Jahrhunderts. Zum ersten Mal vollständig mit Einleitung, Anmerkungen, und Glossar, Éd. John Koch, Wiesbaden, Sändig, 1968
- La Vie des set dormanz, Éd. Brian S. Merrilees, London, Anglo-Norman text society, 1977
- Le Petit plet, Éd. Brian S. Merrilees, Oxford, Blackwell, 1970